# Leopold Suchsland
Leopold Suchsland (* 13. September 1871 in Vacha; † 27. September 1943 in Graz) war ein österreichischer Musikpädagoge und Komponist.

## Leben
Leopold Suchsland studierte Musik in Weimar bei Erich Wolf Degner, E. D. Götze, K. Müller-Hartung, Friedrich Grützmacher und in Leipzig bei J. Klengels.
Er gehörte danach dem Leipziger Philharmonischen Orchester als Solocellist an und reiste mit dem Münchner Kaim-Orchester.
1894 kam Suchsland in die Steiermark. Er unterrichtete zunächst in der Musikschule in Pettau, heute Ptuj, Slowenien, und ab 1899 an der Schule des Musikvereins in Graz. Ursprünglich unterrichtete Suchsland hier Cello und Klavier, ab 1908 auch Musiktheorie. 1919 übernahm er die künstlerische Leitung der Urania.
Als Lehrer (unter anderem des Komponisten Hermann Grabner), als Konzertdirigent und Leiter des Singvereins, vor allem aber als Betreuer des Urania Quartetts hat Suchsland das Grazer Konzertleben zwischen den beiden Weltkriegen wesentlich mitgeprägt.

## Werke
Den musikalischen Nachlass verwahrt Bianca Notar in Graz. Von den ca. 170 Werken hier ein exemplarischer Auszug:
Kammermusik:
- Streichsextett D-Dur Nr.2, op. 117
- Streichquintett c-moll, op. 136
- Klavier-Trio in F-Dur, op. 55
- Klavier-Trio in G-Dur Nr.9, op. 168

Lieder:
- 6 Lieder op. 18 (Mondnacht, Sommerabend, Morgen, Wilde Rosen, April, Hochsommer)
- 3 Gesänge für gemischten Chor, op. 43
- Lobsingt dem Herrn, Kantate für Kinderchor op. 142
- Gruß aus der Steiermark – für Männerchor

Sonaten:
- Sonate für Violoncello und Klavier, op.143
- 3 leichte Stücke für Violoncello und Klavier, op. 16
- Sonatine für Klavier, A-Dur op. 10